# It B1A4
It B1A4 è il secondo EP del gruppo musicale sudcoreano B1A4, pubblicato nel 2011.

## Tracce
1. Beautiful Target – 3:18
2. My Love – 3:16
3. 쮸쮸쮸 (Chu Chu Chu) – 3:27
4. Wonderful Tonight – 3:31
5. Fooool – 3:23
6. Beautiful Target (Instrumental) – 3:18